# Aldo Farias
Aldo Farias (Napoli, 11 settembre 1961) è un chitarrista e compositore italiano.
Inizia gli studi musicali studiando chitarra classica ed in seguito si interessa al jazz collaborando con musicisti quali Bob Berg, Mike Mainieri, Steve Turre, Richie Cole, Frank Lacy, Steve Grossman, Steve Slagle, Andy Emler, Michael Rosen, Gianni Basso, Franco Cerri, Claudio Fasoli, Larry Nocella, Maurizio Giammarco, Massimo Urbani, Roberto Gatto, Stefano Bollani, Fabrizio Bosso, Rosario Giuliani, Stefano Di Battista, Sid Simmons, Mike Boone, ecc.
Svolge attività concertistica in Italia e all'estero suonando al Festival Guitares Coté Sud Parigi, Ortlieb's Jazzhaus Philadelphia, Smoke New York, Quen Elizabeth Hall Londra, Kasseturm Weimar,
F. Europea di Praga, Euro Jazz, Roccella Ionica, Auditorium RAI, Ravello Festival, Positano Jazz, Guitar Networks,' Concerto per Pristina, Premio Helios, Leuciana Festival, Pomigliano Jazz Festival, Museo Archeologico Nazionale, Forum delle Città del Mediterraneo, Teatro S. Carlo, Teatro Palazzo Reale, Teatro Rossini, Biennale delle Arti e delle Scienze del Mediterraneo, ecc. Con il proprio quartetto lavora intorno ad un progetto che tende alla realizzazione di una sintesi fra la musica Afro-Americana e quella Europea.
Contemporaneamente ha avuto esperienze musicali con il teatro (Teatro Uniti, Teatro Europa Esperimenti, Teatro Bellini, Teatro Mercadante, Teatro Ambra Jovinelli, Prospect Theater Company New York) partecipando come solista a diverse Opere in Musica.
Ha svolto inoltre, attività didattica come docente di Chitarra Jazz presso il Dipartimento di Musica Moderna della "D.Scarlatti" di Napoli, Conservatorio G.Martucci di Salerno ,Master Class di Armonia e Tecnica dell'Improvvisazione presso il Conservatorio di Benevento, Conservatorio "Domenico Cimarosa" di Avellino, ecc. 
Attualmente è docente di Chitarra nel Dipartimento Jazz del Conservatorio "Domenico Cimarosa" di Avellino.
Ha pubblicato il libro “Armonia e tecnica dell'improvvisazione” distribuito inizialmente dalla Nuova Carisch poi da Salvatore Simeoli. Sue composizioni sono state inserite nelle seguenti pubblicazioni:
- "Italian Jazz real book", a cura di Stefano Mastruzzi - Edizioni Carisch 2005
- “Parole e Musica” idee jazz dal sud italiano - Edizioni Orsara Musica

## Discografia
- Luglio 1991 Domestic Standards interpretazione jazzistica di alcuni brani di autori italiani. Splasc(h) Records prodotto dalla “Lennie Tristano”.
- Settembre 1992 Jazz Mediterranee con la partecipazione del sassofonista statunitense Bob Berg. Splasc(h) Records.
- Marzo 1995 Heart Lake con Ilir Bakiu (cello) e Roberto Gatto. Splasc(h) Records.
- Marzo 1999 Free Hands rappresenta il proseguimento del progetto intrapreso nei precedenti album, cioè quello di fondere il jazz con la tradizione musicale europea. Splasc(h) Records.
- Maggio 2001 Murales con A. D'Anna ed A. Farias. Polosud Records.
- Maggio 2002 About Tradition rappresenta un lavoro di ricerca sulla tradizione jazzistica interpretando alcuni Standards Panastudio Jazz.
- Dicembre 2002 Contemporary Jazz Guitars per la Wide Sound.
- Febbraio 2005 Four Brothers featuring Franco Cerri. Wide Sound.
- Dicembre 2007 Languages per la Splasc(h) Records.
- Giugno 2013 Different Ways per la Wide Sound.
- Luglio 2023 Open Quartet per la Skidoo Records.
- Gennaio 2025 Worlds per la Barly Records.